# Конија
Конија (тур. Konya), такође Иконион (грч. Ικόνιο)  је град у Турској у вилајету Конија. Град се налази око 200 km јужно од Анкаре, у централној Анадолији. Коња је на висоравни висине 1.200 m надморске висине. Са висоравни реке не теку ка мору, већ се уливају у континентална језера. У околини су планине високе око 2.300 m. Према процени из 2009. у граду је живело 988.155 становника.
Првобитно име Иконион (старогрч. Ἰκόνιον) град је добио у 4. веку пре наше ере. Старо латинско име за град је Iconium, који је, према Новом завету, посетио Свети Павле (описано у Делима апостолским). Према предању, грчки филозоф Платон је сахрањен у Икониону. Од 1097. до 1243. град је био престоница Турака Селџука и њиховог Румског султаната. Свој врхунац Конија је достигла између 1205—1239, када је овај султанат заузима целу Анадолију, Јерменију, део Блиског истока и Крим. 1243. Конију су заузели Монголи.

## Становништво
Према процени, у граду је 2009. живело 988.155 становника.
| 1990.   | 2000.   |
| ------- | ------- |
| 513.346 | 742.690 |

## Партнерски градови
- Khoy
- Ком
- Генџе
- Мултан
- Окајама
- Сана
- Сарајево
- Sylhet
- Табриз
- Тетово
- Верона
- Сијан
- Баку
- Al Qadarif